# Ludwik Tadeusz Zambrzycki
Ludwik Tadeusz Zambrzycki, (Zembrzycki) (ur. 1803, zm. 1834 w Paryżu) – działacz Wielkiej Emigracji, powstaniec listopadowy.
W czasie powstania był dowódcą oddziału wileńskiego. Ranny pod Owsiannikami. Brał udział w odwrocie z Litwy z gen. Henrykiem Dembińskim. Otrzymał dyplom dobrze zasłużonego Ojczyźnie. 2 lipca 1831 gen. Antoni Giełgud mianował go porucznikiem 26. Pułku Piechoty. Odznaczony Krzyżem Złotym Orderu Virtuti Militari. Poseł na sejm 1830-1831 roku z ziem zabranych z powiatu brasławskiego. 
W 1832 przybył do Paryża. Był członkiem sejmu powstańczego na emigracji. Był członkiem Towarzystwa Litewskiego i Ziem Ruskich w Paryżu w 1832 roku. W latach 1832–1833 uczęszczał do Szkoły Sztabu Generalnego. W 1834 znalazł się na liście osób wyłączonych spod carskiej amnestii.
Pochowany na Cmentarzu Montmartre.